# Водолиния
Водоли́ния (на нидерландски: waterlinie) е линията на съприкосновението на спокойната повърхност на водата с корпуса на плаващ плавателен съд. Елемент на теоретическия чертеж и в Теория на кораба, дефиниран като сечение на корпуса на кораба по хоризонтална плоскост.
Различават се следните видове водолинии:
- конструктивна водолиния (КВЛ) – водолиния, приета за основа при изготвянето на теоретическия чертеж и съответстваща на получената по предварителни изчисления пълна водоизместимост на съда и нормална водоизместимост на кораба;[1]
- товарна водолиния (ТВЛ) – водолиния при плаване на напълно натоварен съд. При морските транспортни съдове КВЛ и ТВЛ като правило съвпадат;[2]
- разчетна водолиния – водолиния, съответстваща на газенето на съда, за която се определят неговите разчетни характеристики. При определяне на разчетните характеристики в качеството на разчетната водолиния се приемат: за кораби – водолиния, съответстваща на нормалната водоизместимост; за плавателни съдове – водолиния, съответстваща на газенето по центъра на кръга на товарната марка;[1]
- действаща водолиния – текущата, при моментното натоварване и условия;
- теоретични водолинии – набор от сечения през равни разстояния, формиращи един от видовете на теоретичния план-чертеж.

Действащата водолиния се определя от формата на съда, неговата средна плътност, а също и от степента на вълнение на водата в дадения басейн. Площта на водолинията се използва за изчисляване на коефициента на пълнота на корпуса. Формата на площта на водолинията, по-точно нейният момент на инерция, е фактор, определящ хидродинамическата устойчивост на формата. Устойчивостта на кораба зависи както от формата, така и от площта на корпусното сечение, очертано от водолинията, която от своя страна се променя непрекъснато поради свързаните с неизбежното люлеене при вълнение промени в крена респ. в диферента на кораба.
Дължината по водолинията служи за характерен линеен размер при определяне на числото на Фруд за водоизместващи съдове респ. за теоретичната им скорост.

## Товарна марка
Всички търговски съдове трябва да имат на бордовете отметка, която се нарича товарна марка (също известна и като на английски: Load line,Plimsoll line).
Преди този знак да стане задължителен, са загубени много съдове. Основна причина за това е претоварването, обусловено от стремеж за получаване на допълнителна печалба от превозите. Претоварването е опасно заради промяната в газенето на съда, а то се влияе от разликата в плътността на водата, която е зависима от нейната температура и соленост.
Товарна марка – специално нанасяна на мидъла на съда отметка, по която суперкарго (лицето, отговорно за натоварването, доставката и разтоварването на товара) определя нивото, до което съда може да бъде безопасно натоварен, т.е. това е един вид товарна водолиния. При натоварването на съда той потъва по-дълбоко във водата и отметката се спуска по-близо до повърхността ѝ.
Британският политик Семюел Плимсол предлага система за универсална маркировка на съдовете, която позволява да се определи максималното натоварване на кораба, в зависимост от годишните времена и региона на плаване.
Буквите на товарната марка означават:
| Символ | Разшифровка           | Обозначение                |
| ------ | --------------------- | -------------------------- |
| TF     | Tropical Fresh Water  | Прясна вода в тропиците    |
| F      | Fresh Water           | Прясна вода                |
| T      | Tropical Seawater     | Морска вода в тропиците    |
| S      | Summer Seawater       | Лятна морска вода          |
| W      | Winter Seawater       | Зимна морска вода          |
| WNA    | Winter North Atlantic | Зимна северно-атлантическа |